# Laxolo
Laxolo è una frazione del comune italiano di Val Brembilla, situato nell'omonima valle, collaterale della val Brembana (provincia di Bergamo).

## Origine del nome
Secondo il Dott. Prof. Angelo Leidi - medico e filosofo, ex direttore della Biblioteca Civica di Bergamo, Laxolo deriverebbe dal tedesco lasch (pascolo magro ed erto) oppure da un altro termine arcaico tedesco lachesuhle che significherebbe pozzanghera, pantano. E tale doveva essere qualche secolo addietro come e più di oggi il suo fondo concavo e quasi pianeggiante che raccoglieva le acque - sia sorgive che piovane - discendenti dal territorio alto. Non è possibile però parlare seriamente dell'esistenza di un vero e proprio lago o laghetto, da cui sarebbe derivato un lacus solus - lago solo, cioè solitario, donde Laxolo. Da notare, tra l'altro, che lacus in latino è femminile.
Secondo l'ex parroco don Ugo Dal Buono, il nome deriverebbe dal latino laxus (largo, ampio, spazioso), e solum (fondo, suolo, terra, luogo, campagna) aggettivo che contratto - poi col passare del tempo - in Laxolum hanno dato benissimo Laxolo come a dire luogo largo, aperto, spazioso, in confronto con il rimanente di Val Brembilla, ch'è tutto una strettoia a ripa o costa più o meno scoscesa e dirupata.
Ciò parrebbe ricevere una conferma da un'antichissima moneta bronzea del peso di 22 grammi, con l'effigie e la scritta ancora visibilissime sul retto dell'imperatore Domiziano (81-96 d. C.), ritrovata da un ragazzo di Laxolo, Gianpietro Moretti di Carlo, frugando fra i detriti di uno scoscendimento del terreno sul fianco destro del torrente Brembilla, dal medesimo Moretti a tutt'oggi gelosamente conservata. Si potrebbe dunque anche supporre che uno dei soldati romani di stanza in Bergamo in ispezione alla Val Brembilla, vi abbia perduto questa moneta e che gli stessi soldati, raggiunto l'altopiano dell'odierno Laxolo, spontaneamente gli abbiano dato il nome in latino.
Anche una piccola contrada di Sorisole porta lo stesso nome.

## Storia
La prima volta che si trova citato il nome di Laxolo è in un documento del 1189, conservato nell'archivio della Curia di Bergamo; è un atto notarile che riguarda la decima di Clanezzo e in esso, ad un certo punto, si trova nominata, tra i confini di un pezzo di terra, la via quae vadit ad Letezolum, cioè la strada (dati i tempi, un semplice sentiero o mulattiera) che porta a Laxolo. Questo sentiero esiste ancora e sale da Clanezzo, percorre a mezza costa le pendici valdimagnine del monte Ubione, supera la cresta tra il colle di Moscarino e il Corno piccolo, per scendere poi verso Laxolo. Un altro documento, di pochi anni posteriore, riporta invece Lazolum.
Un lago, se esso mai ci fu, doveva occupare una piccola depressione lasciata da una enorme frana staccatasi in tempi antichissimi dalla Corna Marcia e dal Colle Moscarino e il cui fronte è ancora visibile tra Caberardi e Caremondi. Il lago cominciava pressappoco dove ora è ubicato il campo sportivo ed era quindi di dimensioni molto ridotte. Col tempo, il fiumiciattolo che ne usciva scavò il ciglio della frana ed il lago si svuotò; l'opera di erosione poi continuò e creò il profondo vallone che termina nella Brembilla all'altezza di Magnavacche.
La via quae vadit ad Letezolum ci ricorda anche un tempo facevano parte della Brembilla, oltre a Laxolo, anche Ubiale e Clanezzo. Le contrade di Laxolo portano ancora il nome delle famiglie che vi abitarono anticamente per secoli: gli Allegreni di Calegreno, i Berardi di Caberardi, i Raimondi di Caremondi, i Pesenti di Capesenti, e così via.
Ai tempi delle lotte tra guelfi e ghibellini, anche Laxolo dovette subire pesanti danni. In una occasione, decine di case e di fienili vennero distrutti col ferro e col fuoco dai guelfi di valle Imagna e di Val San Martino per vendicarsi delle incursioni che quelli di Laxolo avevano compiuto in valle Imagna.
Le lotte tra il Ducato di Milano e la Repubblica di Venezia anche qui ebbero episodi dolorosi e terribili, come la famosa  “Cacciata dei Brembillesi” ribelli e quindi (facenti un tutt'uno con loro) dei laxolesi, sulla fine di gennaio del 1443 per ordine della Repubblica di Venezia e con severissima proibizione, pena la morte, di ritornare in valle prima di cent'anni. Tutte le case e persino la chiesa furono poi o bruciate o abbattute dalle milizie venete. Da allora il comune di Brembilla cambiò nome e divenne il “comun di santo Giovanni di Laxolo”, dal nome della contrada dove si trovava, e si trova tuttora la chiesa parrocchiale, e cioè l'attuale capoluogo del paese. A tutt'oggi una località conserva, in Laxolo, il nome “Torre” ma di torre non rimane alcun vestigio. È in posizione eminente e con ampia veduta su tutta la valle.
La chiesa di Laxolo, invece, è dedicata a San Gottardo e solo nel Novecento è diventata parrocchia autonoma staccandosi da quella di Brembilla. Nel corso dei secoli essa è stata arricchita di quadri e arredi soprattutto grazie alla generosità di laxolesi emigrati e arricchitisi nei commerci, soprattutto a Genova, meta preferita di chi andava in cerca di fortuna. E di Genova era quel laxolese, Andrea Carminati, che permise a Brembilla, col suo lascito (appunto la cappellania Carminati) di stipendiare un curato che aiutasse il parroco nella sua attività pastorale e che facesse da maestro di scuola per i bambini del paese.
Nel secolo scorso la famiglia più importante di Laxolo fu quella dei Carminati Codega, che dominava il paese dall'alto delle sue case padronali di Carbolom e della Torre e da cui uscirono medici, notai, farmacisti, religiosi (tra cui anche il canonico Paolo Carminati). Notevole anche la famiglia Musitelli di Caremondi, da cui uscirono due parroci di Brembilla, Vincenzo (1758) e Gianantonio Musitelli (1785).
La costruzione della strada carreggiabile sul fondovalle, verso la metà del Ottocento, tagliò fuori Laxolo dallo sviluppo che Brembilla ebbe con l'unità d'Italia. Solo con la costruzione della strada di collegamento con Brembilla (negli anni cinquanta) e poi con Berbenno (negli anni sessanta) Laxolo è uscito dall'isolamento ed è diventata la zona di maggior sviluppo del comune.

## Chiesa parrocchiale

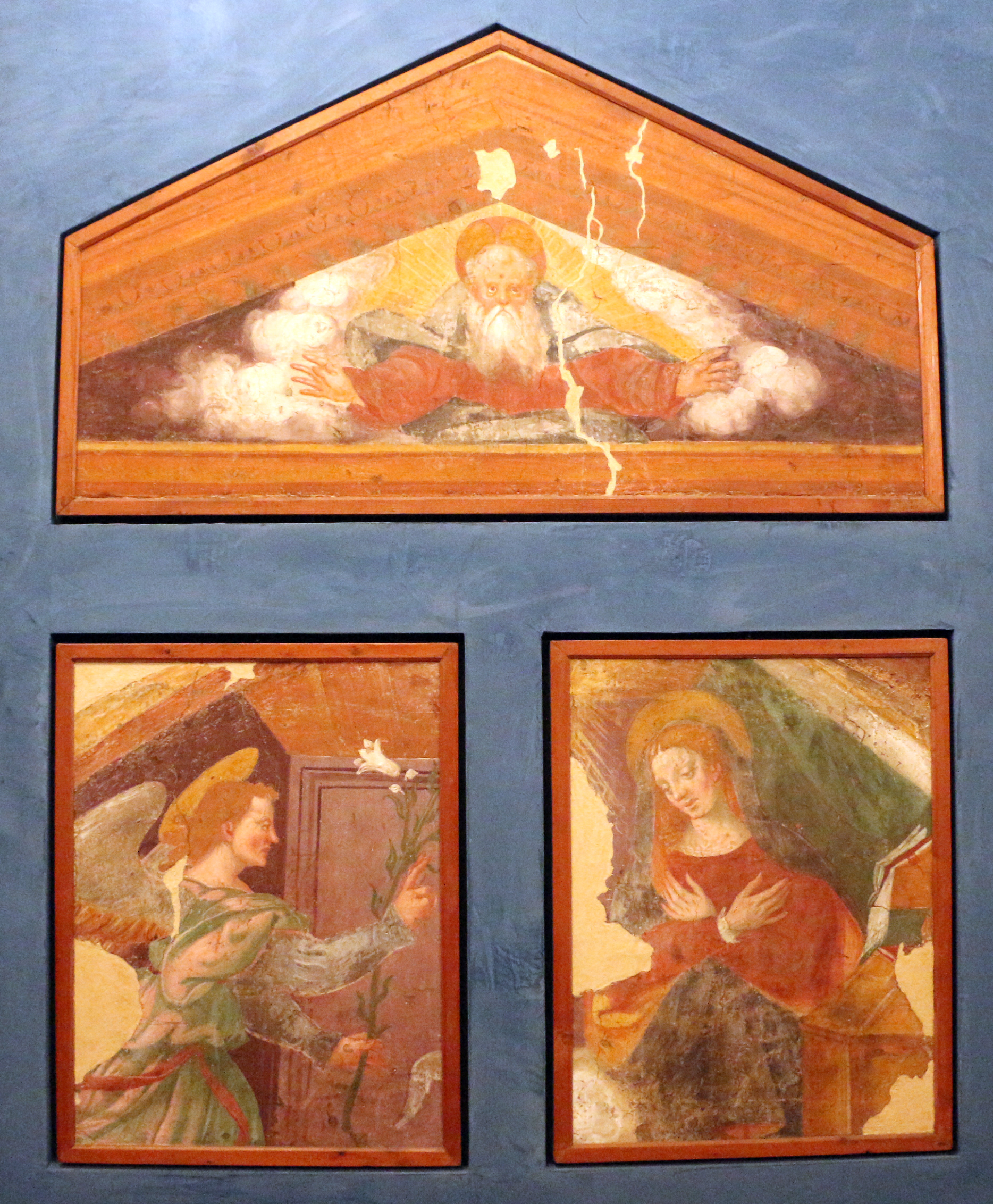
Pala d'altare del XVI secolo della parrocchiale di Laxolo, oggi al Museo Adriano Bernareggi

La chiesa parrocchiale  dedicata a san Gottardo Vescovo, come l'antica preesistente, è di recente costruzione. Iniziata nel 1936, è stata portata a termine nel 1938 e consacrata il 5 febbraio dello stesso anno dal vescovo di Bergamo monsignor Adriano Bernareggi. Il suo stile è un misto di neoclassico e di moderno (900), il progettista è stato l'ingegnere Gianfranco Mazzoleni di Bergamo.
Al suo posto, poco distante in avanti, sorgeva l'antica chiesetta di San Gottardo, inizialmente una modesta e isolatissima cappellina campestre della seconda metà del Quattrocento, in seguito ripetutamente ampliata e abbellita sino agli ultimi anni del Ottocento, poi demolita con i suoi stucchi e affreschi per lasciare spazio all'attuale. La nuova chiesa è stata voluta dalla popolazione di Laxolo con le sue offerte e soprattutto con il suo gratuito, generoso lavoro, sotto la guida appassionata dell'allora secondo parroco don Luigi Rota.
Molti sono i quadri a olio su tela di varie dimensioni, provenienti dalla vecchia chiesa, ben conservati e a Catalogo della Commissione diocesana d'Arte Sacra, tutti di buon pennello, benché di autori ignoti.
- Due del Cinquecento: la disputa di Gesù fra i Dottori e la consegna delle chiavi a San Pietro, forse di scuola di moroniana.
- Uno della scuola genovese del Castello o Castelli, altro egregio artista bergamasco operante in Genova e in Spagna tra la prima e seconda metà del Seicento. È la pala dell'altare maggiore, espressivo e di vivaci colori, e rappresenta in alto la Madonna col Bambino ed angeli; in basso il Patrono San Gottardo Vescovo e San Sebastiano Martire.
- Gli altri sono del Seicento e Settecento, tutti pregevoli.
- Sculture: due graziose, fini e lodate statuette in marmo, del peso di circa 30 kg ciascuna. Una sognante Madonnina col Bambino, del Seicento, e un San Gottardo del Settecento.

Tra gli arredi sacri, si contano candelieri, croci e reliquiari in rame sbalzato ed argentato, di stile barocco ed impero, di notevole valore, come altri parecchi in ottone, pesanti e di varia bella sagoma.
In Sacrestia, un grande armadio del Seicento finemente e riccamente intagliato, ma senza statue o figure, opera di artigianato locale.
In chiesa a sinistra di chi entra un confessionale datato 1921, che ripete qualche motivo più semplice del detto armadio.
Altri arredi sacri presenti in passato sono scomparsi (ne resta la descrizione in archivio): due grandi busti di santi in legno dorato del Seicento, una pianeta del Cinquecento di prezioso e finissimo broccato d'argento ed un'altra del Seicento, ugualmente bella in velluto verde damascato, con ricamato lo stemma della famiglia offerente: i Carminati.
Tra gli argenti, vi è un calice del Settecento, ben cesellato con piccole figure di Santi, testine alate di angioletti e motivi floreali, il tutto contornato da leggere dorature, per ottenere maggior spicco. Vi è anche un ostensorio del peso di grammi 850, con dorature; un lavoro moderno assai fine ed elegante, su stile barocco moderato.